# Aéroport de Ny-Ålesund
L'aéroport de Ny-Ålesund est un aéroport desservant la ville de Ny-Ålesund et situé sur l'île Spitzberg en Norvège.